# Richard Harris
Richard St John Francis Harris (Limerick, 1º ottobre 1930 – Londra, 25 ottobre 2002) è stato un attore e cantautore irlandese.
Dopo aver studiato alla London Academy of Music and Dramatic Art, è diventato un'icona della New Wave britannica. Ha ricevuto numerosi riconoscimenti tra cui la Prix d'interprétation masculine al Festival di Cannes, oltre ad aver ricevuto due candidature al premio Oscar per Io sono un campione (1963) e Il campo (1990). Nel 2020 è stato inserito terzo posto nella lista dei più grandi attori cinematografici irlandesi stilata da The Irish Times.
Harris ha preso parte a molti film famosi, tra cui I cannoni di Navarone (1961), Il deserto rosso (1964), Un uomo chiamato Cavallo (1970), Cromwell (1970), Gli spietati (1992) e Il gladiatore (2000). Ha ottenuto una grande risonanza per il ruolo di Albus Silente nei primi due film della saga di Harry Potter: Harry Potter e la pietra filosofale (2001) e Harry Potter e la camera dei segreti (2002). Ha interpretato Re Artù nel film Camelot (1967), basato sull'omonimo musical di Alan Jay Lerner e Frederick Loewe, ruolo per cui ha vinto il Golden Globe per il miglior attore in un film commedia o musicale. Ha ripreso il ruolo a Broadway nel 1981 nel revival del musical. È stato inoltre candidato al Premio Laurence Olivier come miglior attore per il suo ruolo in Enrico IV di Pirandello (1991). Ha inoltre ricevuto una candidatura al Primetime Emmy Awards per il migliore attore protagonista in una miniserie o film per la sua interpretazione nel film televisivo The Snow Goose (1971).
Ha avuto una proficua carriera musicale, ottenendo il primo posto nelle classifiche in Australia, Giamaica e Canada, e il primo posto nella top ten nel Regno Unito, Irlanda e Stati Uniti per la canzone MacArthur Park scritta da Jimmy Webb, per cui ha ricevuto anche una candidatura ai Grammy Award alla miglior interpretazione vocale pop maschile. Oltre che per McArthur Park, ha ricevuto altre tre candidature ai Grammy per gli album A Tramp Shining (1968), The Prophet (1974), vincendolo per Jonathan Livingston Seagull (1973).

## Biografia

### Primi anni
Noto con il soprannome "Dickie", Harris era il sesto di nove figli, nacque a Limerick, Irlanda in una famiglia cattolica. I suoi genitori erano Ivan John Harris (1896-1962) e Mildred Josephine Harty (1898-1959), proprietari di un mulino.
Studiò presso il Crescent College, dove si distinse specialmente nel rugby, tanto da rappresentare, tra il 1948 e il 1950, la seconda squadra del Munster ma, dopo aver contratto la tubercolosi, fu costretto ad abbandonare la carriera sportiva, pur rimanendo per tutta la vita tifoso della sua squadra provinciale. Dopo il recupero dalla malattia, si trasferì in Inghilterra, paese in cui sperava di diventare regista teatrale, ma non trovando corsi di formazione adeguati, nel 1955 si iscrisse alla London Academy of Music and Dramatic Art. Dopo aver fallito un'audizione presso la Royal Academy of Dramatic Art, fu respinto anche dalla Central School of Speech and Drama, perché all'età di 24 anni fu ritenuto troppo vecchio.

### Carriera
Durante gli studi, affittò il piccolo off-West End Irving Theatre, dove produsse Winter Journey (The Country Girl), opera di Clifford Odets. Nonostante il successo della critica, gli incassi furono scarsi e, visto che aveva speso tutti i suoi risparmi, rimase senza soldi. Finito senza casa, dormì in un deposito di carbone per sei settimane. Dopo aver completato gli studi, si unì al Theatre Workshop di Joan Littlewood, compagnia in cui ottenne i primi ruoli in produzioni teatrali del West End, e continuò a frequentare i teatri di tutta la Gran Bretagna per circa un decennio, affinando le sue abilità di attore.
Politicamente di sinistra, negli anni sessanta fece parte attivamente del movimento politico-culturale Free cinema inglese, fondato dai registi Lindsay Anderson, Tony Richardson, Karel Reisz, insieme ad altri colleghi quali Tom Courtenay, Malcolm McDowell, David Warner, Alan Bates e Vanessa Redgrave e tanti altri. Il suo debutto cinematografico avvenne in Alive and Kicking (1959). Successivamente apparve sul palcoscenico e in molti film, e nel 1967 interpreta Re Artù nel film Camelot e nel successivo musical rappresentato a Broadway nel 1982.
Nel 1962 recitò accanto a Marlon Brando e Trevor Howard nel film Gli ammutinati del Bounty. Tra i suoi film come protagonista, Un uomo chiamato Cavallo (1970), Cassandra Crossing (1976), L'orca assassina (1977) e Trappola diabolica (1988). Partecipò a diversi film anche in Italia, tra cui Il deserto rosso (1964) di Michelangelo Antonioni e nella co-produzione Italia-Stati Uniti La Bibbia (1966) di John Huston. Recitò anche in Il senso di Smilla per la neve (1997), Il gladiatore (2000), nel ruolo dell'imperatore Marco Aurelio e nei primi due episodi della saga di Harry Potter nel ruolo di Albus Silente, preside della scuola di magia e di stregoneria di Hogwarts.
Nel 1971 esordì dietro la macchina da presa dirigendo Un uomo in vendita, di cui fu anche protagonista e sceneggiatore, e che gli valse la candidatura all'Orso d'oro al Festival di Berlino e al Golden Globe per il miglior film straniero. Nel 1987 ricevette la laurea ad honorem dall'Università di Scranton, dove tenne dei corsi sull'Arte del Teatro. Nel 1997 interpretò il personaggio di Claude Frollo nel film televisivo The Hunchback.
Il suo ultimo lavoro fu anche l'ultimo film delle Storie della Bibbia, ovvero San Giovanni - L'apocalisse (2002), per la regia di Raffaele Mertes. Nel film egli interpretò l'ultraottuagenario Giovanni apostolo ed evangelista, il quale avrà il compito di scrivere ciò che Gesù gli rivelerà.
Nel 2022 a vent'anni dalla morte gli è stato dedicato il documentario The Ghost of Richard Harris, che vede la partecipazione dei figli Damian, Jared e Jamie e di numerosi attori e registi con cui ha lavorato nel corso della sua carriera.

### Morte

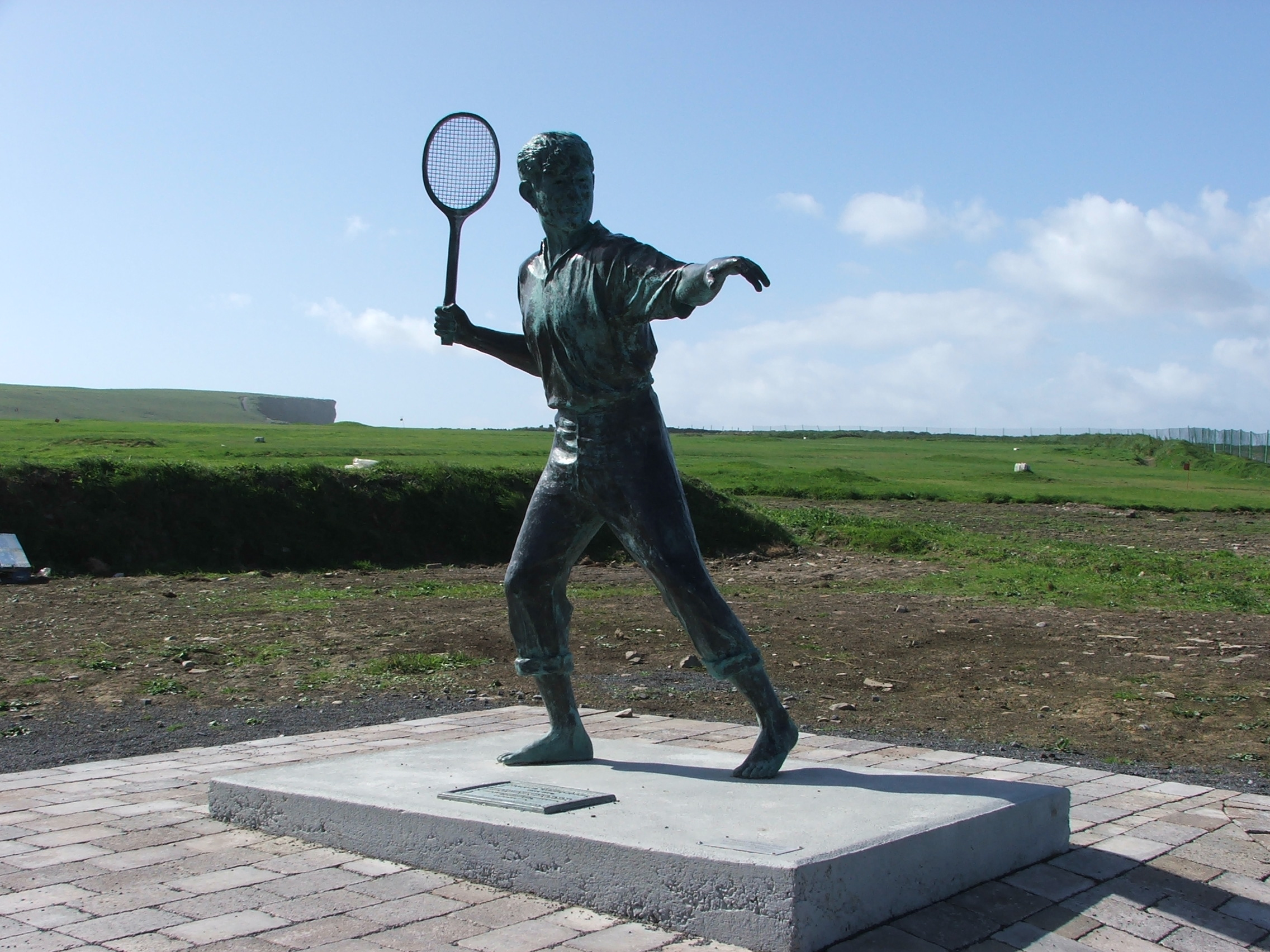
Statua raffigurante Richard Harris a Kilkee, Irlanda

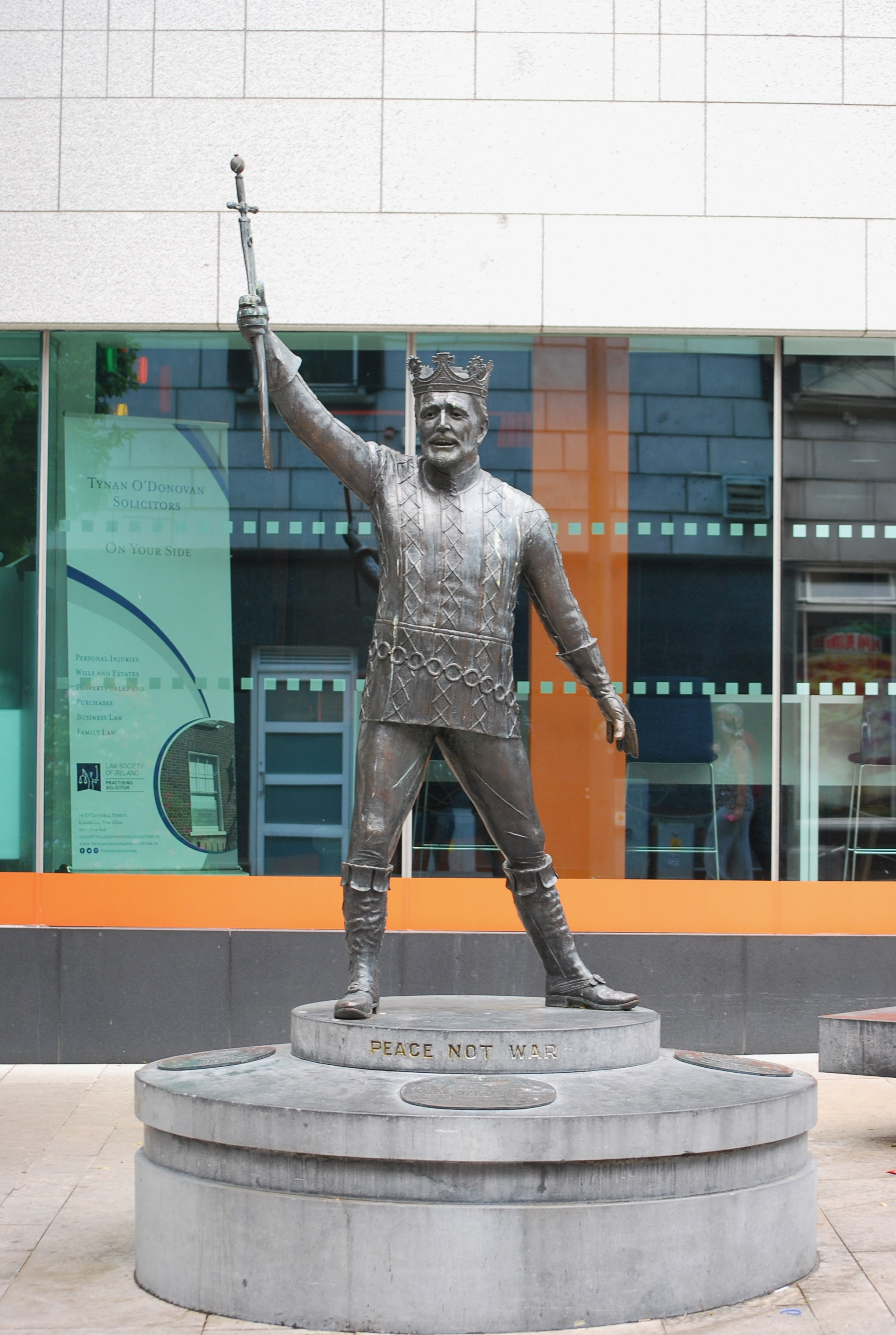
Statua raffigurante l'attore nel ruolo di Re Artù a Limerick, Irlanda

Nell'estate del 2002 fu ricoverato in ospedale per un'infezione toracica e, durante il ricovero, gli fu diagnosticato il linfoma di Hodgkin. Richard Harris morì il 25 ottobre 2002 all'età di 72 anni dopo aver passato gli ultimi tre giorni in coma, due settimane e mezzo prima della première americana di Harry Potter e la camera dei segreti. Il corpo venne cremato e le sue ceneri furono sparse al largo delle Bahamas.
Fu grande amico dell'attore Peter O'Toole che su suggerimento del fratello di Harris, fu considerato come sostituto nella saga di Harry Potter, ma O'Toole rifiutò la parte per rispetto dell'amico. Successivamente, per interpretare Silente nei rimanenti capitoli della saga, venne scelto l'attore irlandese Michael Gambon.
Il 30 settembre 2006 Manuel Di Lucia, un amico di lunga data dell'attore, commissionò allo scultore Seamus Connolly la costruzione di una statua in bronzo a grandezza naturale raffigurante Harris, all'età di diciotto anni, mentre gioca a squash. La scultura, svelata da Russell Crowe, si trova a Kilkee, in Irlanda. Un'altra statua a grandezza naturale di Richard Harris, raffigurante il suo Re Artù nel film Camelot, è stata realizzata nel centro di Limerick, la sua città natale. Lo scultore di questa statua è l'irlandese Jim Connolly.
Ai premi BAFTA 2009, Mickey Rourke durante la premiazione come migliore attore, ha dedicato il suo premio a Harris, dichiarando:
(Mickey Rourke)

## Vita privata

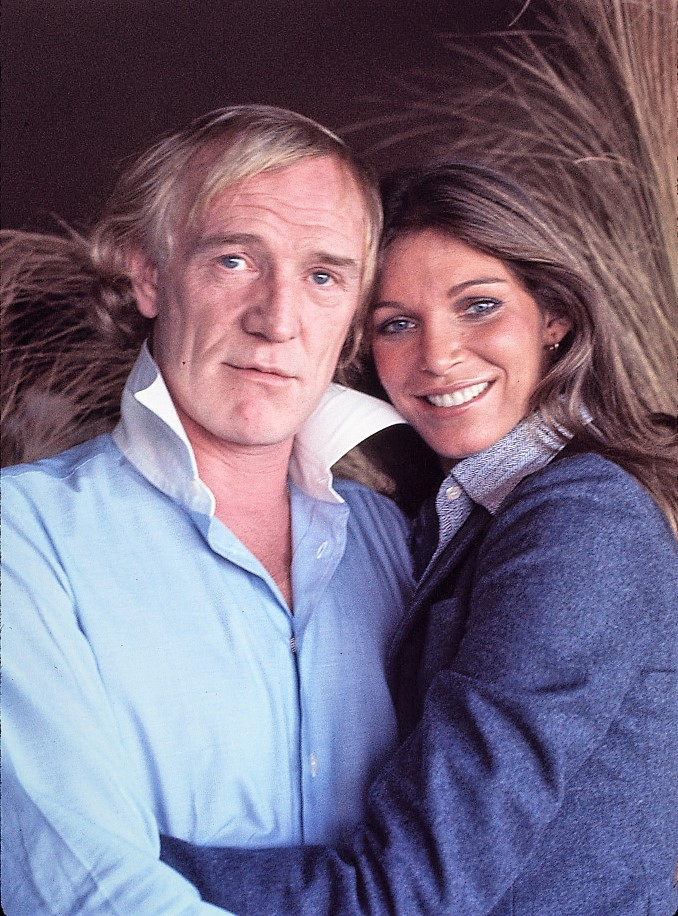
Richard Harris nel 1977 con la seconda moglie Ann Turkel

Dal 1957 al 1967 è stato sposato con l'attrice Elizabeth Rees-Williams da cui ha avuto tre figli: il regista Damian e gli attori Jared e Jamie. Dal 1974 al 1982 è stato sposato con l'attrice Ann Turkel. Era inoltre prozio dell'attrice Annabelle Wallis.
Era famoso per il suo stile di vita sregolato e per la dipendenza dall'alcool come lo era per la sua carriera di attore. Forte bevitore da molto tempo, divenne astemio nel 1981 e rinunciò agli stupefacenti dopo aver rischiato la morte per overdose di cocaina nel 1978.

## Filmografia

### Cinema
- Alive and Kicking, regia di Cyril Frankel (1959)
- Il fronte della violenza (Shake Hands with the Devil), regia di Michael Anderson (1959)
- I giganti del mare (The Wreck of the Mary Deare), regia di Michael Anderson (1959)
- I cospiratori (A Terrible Beauty), regia di Tay Garnett (1960)
- La pattuglia dei 7 (The Long and the Short and the Tall), regia di Leslie Norman (1961)
- I cannoni di Navarone (The Guns of Navarone), regia di J. Lee Thompson (1961)
- Gli ammutinati del Bounty (Mutiny on the Bounty), regia di Lewis Milestone e Carol Reed (1962)
- Io sono un campione (This Sporting Life), regia di Lindsay Anderson (1963)
- Il deserto rosso, regia di Michelangelo Antonioni (1964)
- I tre volti, regia di Michelangelo Antonioni, Mauro Bolognini e Franco Indovina (1965)
- Sierra Charriba (Major Dundee), regia di Sam Peckinpah (1965)
- Gli eroi di Telemark (The Heroes of Telemark), regia di Anthony Mann (1965)
- La Bibbia (The Bible: In the Beginning...), regia di John Huston (1966)
- Hawaii, regia di George Roy Hill (1966)
- Caprice - La cenere che scotta (Caprice), regia di Frank Tashlin (1967)
- Camelot, regia di Joshua Logan (1967)
- I cospiratori (The Molly Maguires), regia di Martin Ritt (1970)
- Un uomo chiamato Cavallo (A Man Called Horse), regia di Elliot Silverstein (1970)
- Cromwell, regia di Ken Hughes (1970)
- Un uomo in vendita (Bloomfield), regia di Richard Harris (1971)
- Uomo bianco, va' col tuo dio (Man in the Wilderness), regia di Richard C. Sarafian (1971)
- La rossa ombra di Riata (The Deadly Trackers), regia di Barry Shear e Samuel Fuller (1973)
- Attento sicario: Crown è in caccia (99 and 44/100% Dead), regia di John Frankenheimer (1974)
- Juggernaut, regia di Richard Lester (1974)
- Echi di una breve estate (Echoes of a Summer), regia di Don Taylor (1976)
- Robin e Marian (Robin and Marian), regia di Richard Lester (1976)
- La vendetta dell'uomo chiamato Cavallo (The Return of a Man Called Horse), regia di Irvin Kershner (1976)
- Cassandra Crossing (The Cassandra Crossing), regia di George Pan Cosmatos (1976)
- Gulliver nel paese di Lilliput (Gulliver's Travels), regia di Peter R. Hunt (1977)
- L'orca assassina (Orca), regia di Michael Anderson (1977)
- Appuntamento con l'oro (Golden Rendezvous), regia di Ashley Lazarus e Freddie Francis (1977)
- I 4 dell'Oca selvaggia (The Wild Geese), regia di Andrew V. McLaglen (1978)
- Gli sciacalli dell'anno 2000 (The Ravagers), regia di Richard Compton (1979)
- Il gioco degli avvoltoi (A Game for Vultures), regia di James Fargo (1979)
- Un uomo chiamato uomo (The Last Word), regia di Roy Boulting (1980)
- Tarzan, l'uomo scimmia (Tarzan, the Ape Man), regia di John Derek (1981)
- Ricordati Venezia (Your Ticket Is No Longer Valid), regia di George Kaczender (1981)
- Scontro al vertice (Highpoint), regia di Peter Carter (1982)
- Shunka Wakan - Il trionfo di un uomo chiamato Cavallo (Triumphs of a Man Called Horse), regia di John Hough (1983)
- L'avventura di Martin (Martin's Day), regia di Alan Gibson (1985)
- Trappola diabolica, regia di Bruno Mattei e Claudio Fragasso (1988)
- Mack the Knife, regia di Menahem Golan (1989)
- Il re del vento (King of the Wind), regia di Peter Duffell (1990)
- Il campo (The Field), regia di Jim Sheridan (1990)
- Giochi di potere (Patriot Games), regia di Phillip Noyce (1992)
- Gli spietati (Unforgiven), regia di Clint Eastwood (1992)
- Silent Tongue, regia di Sam Shepard (1993)
- Ricordando Hemingway (Wrestling Ernest Hemingway), regia di Randa Haines (1994)
- Savage Hearts, regia di Mark Ezra (1995)
- Terra amata - Cry, the Beloved Country (Cry, the Beloved Country), regia di Darrell Roodt (1995)
- Trojan Eddie, regia di Gillies MacKinnon (1996)
- Il senso di Smilla per la neve (Smilla's Sense of Snow), regia di Bille August (1997)
- Fra odio e amore (This Is the Sea), regia di Mary McGuckian (1997)
- Il barbiere di Siberia (Sibirskiy tsiryulnik), regia di Nikita Mikhalkov (1998)
- To Walk with Lions, regia di Carl Schultz (1999)
- Grizzly Falls - La valle degli orsi (Grizzly Falls), regia di Stewart Raffill (1999)
- Il gladiatore (Gladiator), regia di Ridley Scott (2000)
- My Kingdom, regia di Don Boyd (2001)
- Harry Potter e la pietra filosofale (Harry Potter and the Sorcerer's Stone), regia di Chris Columbus (2001)
- Montecristo (The Count of Monte Cristo), regia di Kevin Reynolds (2002)
- Harry Potter e la camera dei segreti (Harry Potter and the Chamber of Secrets), regia di Chris Columbus (2002) – postumo
- La profezia di Kaena (Kaena: La prophétie), regia di Chris Delaporte e Pascal Pinon (2003) – voce, postumo
- The Pearl, regia di Alfredo Zacarías (2004) – postumo

### Televisione
- ITV Play of the Week – serie TV, episodio 3x28 (1958)
- ITV Television Playhouse – serie TV, episodio 4x02 (1958)
- The DuPont Show of the Month – serie TV, episodio 2x04 (1958)
- Armchair Theatre – serie TV, episodio 3x75 (1960)
- The Snow Goose, regia di Patrick Garland – film TV (1971)
- Camelot, regia di Marty Callner – film TV (1982)
- L'ispettore Maigret (Maigret), regia di Paul Lynch – film TV (1988)
- Abramo (Abraham), regia di Joseph Sargent – miniserie TV, 2 puntate (1993)
- The Great Kandinsky, regia di Terry Winsor – film TV (1995)
- The Hunchback, regia di Peter Medak – film TV (1997)
- San Giovanni - L'apocalisse, regia di Raffaele Mertes – film TV (2000)
- Giulio Cesare (Julius Caesar), regia di Uli Edel – miniserie TV, 2 puntate (2003) - postumo

### Regista e sceneggiatore
- Un uomo in vendita (Bloomfield) (1971)

### Produttore esecutivo
- La vendetta dell'uomo chiamato Cavallo (The Return of a Man Called Horse), regia di Irvin Kershner (1976)
- Echi di una breve estate (Echoes of a Summer), regia di Don Taylor (1976)

## Teatro
- Uno sguardo dal ponte, di Arthur Miller, regia di Peter Brook. Harold Pinter Theatre di Londra (1956-1957)[39]
- Camelot, libretto di Alan Jay Lerner, colonna sonora di Frederick Loewe, regia di Frank Dunlop. Winter Garden Theatre di Broadway e tour USA (1981-1982)[40]
- Enrico IV, di Luigi Pirandello, regia di Val May. Wyndham's Theatre di Londra (1990)[41]

## Riconoscimenti
- Premio Oscar
  - 1964 – Candidatura al miglior attore per Io sono un campione[4]
  - 1991 – Candidatura al miglior attore per Il campo[5]
- Golden Globe
  - 1968 – Miglior attore in un film commedia o musicale per Camelot[7]
  - 1991 – Candidatura al miglior attore in un film drammatico per Il campo[7]
- British Academy Film Awards
  - 1964 - BAFTA Candidatura al miglior attore britannico per Io sono un campione[42]
- Festival di Cannes
  - 1963 – Prix d'interprétation masculine per Io sono un campione[3]
- Grammy Award
  - 1968 – Candidatura al miglior album dell'anno per A Tramp Shining[12]
  - 1968 – Candidatura alla miglior voce pop contemporanea per MacArthur Park[12]
  - 1973 – Miglior album parlato per Jonathan Livingston Seagull[12]
  - 1975 – Candidatura Best Spoken Word, Documentary or Drama Recording per The Prophet[12]
- Festival internazionale del cinema di Berlino
  - 1971 - Candidatura all'Orso d'oro per Un uomo in vendita
- Primetime Emmy Award
  - 1972 - Candidatura al migliore attore protagonista in una miniserie o film per The Snow Goose[43]
- Festival cinematografico internazionale di Mosca
  - 1971 – Miglior attore per Cromwell[44]
- Premio Laurence Olivier
  - 1991 - Candidatura al miglior attore per Enrico IV[9]

## Discografia

### Album in studio
- Camelot (1967) - colonna sonora dell'omonimo film[45]
- A Tramp Shining (1968)[46]
- The Yard Went on Forever... (1968)[47]
- Cromwell (1970) - colonna sonora dell'omonimo film[48]
- My Boy (1971)[49]
- Slides (1972)[50]
- Jonathan Livingston Seagull (1973)[51]
- I, in the Membership of My Days (1974)[52]
- The Prophet (1974)[53]
- Camelot (1982) - registrate dall'omonimo spettacolo teatrale[54]
- Camelot (1995) - registrate dall'omonimo spettacolo teatrale[55]

### Compilation
- Richard Harris: His Greatest Performances (1972)[56]
- The Richard Harris Love Album (1972)[57]
- The Prophet / The Trial Of Billy Jack[58]
- The Webb Sessions 1968-1969 (1995)[59]
- MacArthur Park - Richard Harris Sings The Songs Of Jimmy Webb (1997)[60]
- My Boy/Slides (2005) - postumo[61]
- Man Of Words, Man Of Music (The Anthology 1968-1974) (2008) - postumo[62]

### Singoli
- How To Handle A Woman (1967)[63]
- Camelot (1967)[64]
- MacArthur Park (1968)[65]
- Ballad Of "A Man Called Horse (1968)[66]
- The Yard Went On Forever (1968)[67]
- Didn't We (1968)[68]
- A Tramp Shining (1968)[69]
- The Hive (1968)[70]
- One Of The Nicer Things / Watermark (1969)[71]
- Fill The World With Love (1969)[72]
- Un Homme Nommé Cheval (1970)[73]
- My Boy (1971)[74]
- I Don't Have To Tell You/How I Spent My Summer (1972)[75]
- There Are Too Many Saviours On My Cross (1972)[76]
- Turning Back The Pages / Half Of Every Dream (1972)[77]
- Go To The Mirror (1973)[78]
- Theme From "The Prophet" (Pleasure Is A Freedom Song / On Love) (1974)[79]
- I Can Read About Dogs And Puppies (1979)[80]

## Doppiatori italiani
Nelle versioni in italiano delle opere in cui ha recitato, Richard Harris è stato doppiato da:
- Gianni Musy ne Il campo, Gli spietati, Ricordando Hemingway, Terra amata - Cry, the Beloved Country, Fra odio e amore, Il barbiere di Siberia, Il gladiatore, Harry Potter e la pietra filosofale, Montecristo, Harry Potter e la camera dei segreti, San Giovanni - L'apocalisse, Giulio Cesare
- Sergio Graziani in Sierra Charriba, Gli eroi di Telemark, Cassandra Crossing, Gulliver nel paese di Lilliput, L'orca assassina, Tarzan, l'uomo scimmia, Giochi di potere
- Renato Turi ne I giganti del mare, Gli ammutinati del Bounty, Shunka Wakan - Il trionfo dell'uomo chiamato Cavallo
- Renzo Palmer in Io sono un campione, Cromwell, Uomo bianco, va' col tuo dio
- Giuseppe Rinaldi ne Il deserto rosso, Hawaii, Caprice - La cenere che scotta
- Gigi Proietti in Camelot, Un uomo chiamato Cavallo, Attento sicario: Crown è in caccia
- Renato Mori ne I cospiratori (1970), La vendetta dell'uomo chiamato Cavallo
- Glauco Onorato ne Il fronte della violenza
- Gianfranco Bellini ne I cospiratori (1960)
- Enzo Tarascio ne La pattuglia dei 7
- Sergio Tedesco ne I cannoni di Navarone
- Enrico Maria Salerno ne I tre volti
- Giorgio Piazza ne La Bibbia
- Adalberto Maria Merli ne La rossa ombra di Riata
- Emilio Cigoli in Juggernaut
- Luciano Melani in Robin e Marian
- Pino Colizzi ne I 4 dell'Oca selvaggia
- Pietro Biondi ne Il gioco degli avvoltoi
- Sandro Iovino in Trappola diabolica
- Germano Longo ne L'ispettore Maigret
- Sergio Fiorentini in Abramo
- Sergio Rossi ne Il senso di Smilla per la neve
- Antonio Colonnello in Grizzly Falls - La valle degli orsi

Nei prodotti in cui ha partecipato come doppiatore, in italiano è stato sostituito da:
- Ennio Coltorti ne La profezia di Kaena